# Jan Simonsson
Jan Gunnar Albert Simonsson, född 23 oktober 1954, är en svensk skådespelare och röstskådespelare.

## Filmografi
- 1993 – Smurfarna (röst i Mediadubb Internationals version för Gargamel, Kokettsmurfen och Buttersmurfen)
- 1996 – Vi fem (röst)
- 1997 – Busiga bävrar (röst till Norb)
- 1997 – Ska vi bli ihop?[2]
- 1998 – Babe – en gris kommer till stan (röst)[2]
- 1998 – The Rugrats Movie (röst[2] till Chaz)
- 1998 – De tre vännerna och Jerry (Ludvigs pappa)[3]
- 1999 – Digimon Adventure (röst)
- 2000 – Rugrats in Paris: The Movie (röst till Chaz)
- 2003 – All Grown Up! (röst till Chaz)
- 2013 – Flygplan (röst)
- 2013 – Gustaf
- 2014 – Flygplan 2: Räddningstjänsten (röst)
- 2018 – Mannen som lekte med elden (Stieg Larssons röst)[4]

### Fotnoter
1. ↑  Ratsit, läst 14 oktober 2022
2. 1 2 3  ”Jan Simonsson”. Svensk Filmdatabas. https://www.svenskfilmdatabas.se/sv/item/?type=person&itemid=246788. Läst 13 september 2022.
3. ↑  ”Tre äventyr (Short 1998) - IMDb” (på amerikansk engelska). https://www.imdb.com/title/tt7108170/. Läst 13 oktober 2022.
4. ↑  ”Stieg Larsson: The Man Who Played with Fire (2018) - IMDb” (på amerikansk engelska). https://www.imdb.com/title/tt8581872/. Läst 13 oktober 2022.